# Giovanni Vinci
Pour les articles homonymes, voir Aichner.
Fabian Aichner (né le 21 juillet 1990 à Falzes) est un catcheur (lutteur professionnel) italien. Il est connu pour son travail à la World Wrestling Entertainment sous le nom de Giovanni Vinci. 
Il s'entraîne en Allemagne dans l'école de catch d'Alex Wright et commence sa carrière dans ce pays sous le nom d'Adrian Severe. En 2017, il signe un contrat avec la WWE. Depuis sa signature, il a remporté le championnat de l'Evolve, une fédération américaine de catch ayant des liens étroits avec la WWE.

## Carrière

### Débuts en Europe (2011-2016)
Aichner part en Allemagne apprendre le catch dans l'école d'Alex Wright. Il fait ses débuts le 9 décembre 2011 à la New European Championship Wrestling (NEW), la fédération de Wright sous le nom d'Adrian Severe. Ce jour-là il bat Dragan Okic, remporte un match par équipes avec Mexx et Will Breaker face à Demolition Davies, Scotty Saxon et Vicious Impact Power puis participe à une bataille royale. Le lendemain, il s'impose comme un des favoris de la foule après son combat face à Mexx.
Il participe au tournoi pour désigner le premier champion du monde poids lourd de la NEW où il élimine Romeo Speed au premier tour le 31 mars 2012. Ce tournoi se termine le 5 mai où il atteint la finale en éliminant Scotty Saxon puis Hakem bin Azem Wakuur bin Al-Sultan mais ne parvient pas à vaincre Vicious Impact Power. 

### World Wrestling Entertainment (2016-2025)
En juin 2016, il est annoncé que Aichner sera l'un des 32 participants du Cruiserweight Classic et sera le représentant de l'Italie. Lors du premier tour du tournoi, il est éliminé par Jack Gallagher.
Le 5 juin 2017, il signe un contrat avec la WWE.

#### Débuts àNXT,NXT UK, IMPERIUM et double champion par équipes deNXTavec Marcel Barthel (2017-2022)
Le 27 septembre 2017 à NXT, il fait ses débuts dans le show jaune, dispute son premier match, mais perd face à Kassius Ohno. 
Le 5 décembre 2018 à NXT UK, il fait ses débuts en battant Mark Andrews.
Le 2 janvier 2019 à NXT UK, il s'allie avec Marcel Barthel et forme une équipe appelé The European Alliance. Ensemble, ils battent Amir Jordan et Kenny Williams. Le 6 mars à NXT, ils perdent face à Ricochet et Aleister Black et ne passent pas le premier tour du Dusty Rhodes Tag Team Classic.
Le 22 mai à NXT UK, ils effectuent un {{Heel Turn}} en aidant WALTER à conserver son titre United Kingdom de la WWE face à Pete Dunne, formant une alliance avec le premier sous le nom de Imperium,. Le 12 juin à NXT UK, le nouveau trio bat Pete Dunne, Trent Seven et Tyler Bate dans un 6-Man Tag Team Match, aidé par une intervention extérieure d'Alexander Wolfe qui rejoint le clan.
Le 12 janvier 2020 à NXT UK TakeOver: Blackpool II, Marcel Barthel et lui ne remportent pas les titres par équipes de NXT UK, battus par Gallus (Mark Coffey et Wolfgang) dans un Fatal 4-Way Tag Team Ladder Match, qui inclut également Grizzled Young Veterans (Zack Gibson et James Drake), Flash Morgan Webster et Mark Andrews.
Le 13 mai à NXT, ils deviennent les nouveaux champions par équipes de NXT en battant Matt Riddle et Timothy Thatcher (remplaçant Pete Dunne) et remportent les titres pour la première fois de leurs carrières. 
Le 26 août à NXT, ils ne conservent pas leurs ceintures, battus par Breezango (Fandango et Tyler Breeze), ce qui met fin à un règne de 105 jours.
Le 26 octobre 2021 à NXT: Halloween Havoc, ils redeviennent champions par équipes de NXT, pour la seconde fois, en battant MSK (Nash Carter et Wes Lee). Le 5 décembre à NXT TakeOver: WarGames, ils conservent leurs titres en battant Kyle O'Reilly et Von Wagner.
Le 2 avril 2022 à NXT TakeOver: Stand & Deliver, ils ne conservent pas leurs ceintures, battus par MSK dans un Triple Threat Tag Team Match qui inclut également The Creed Brothers (Brutus et Julius Creed), ce qui met fin à un règne de 158 jours.

#### Débuts àSmackDown, retour d'Imperium et Draft àRaw(2022-2024)
Le 3 septembre à Clash at the Castle, il fait ses débuts dans le roster principal aux côtés de Gunther et Ludwig Kaiser, et assiste à la conservation du titre Intercontinental de la WWE du premier sur Sheamus.
Le 28 avril 2023 à SmackDown, lors du Draft, le trio est annoncé être officiellement transféré à Raw par RVD et Michael Hayes.
Le 5 août à SummerSlam, il ne remporte pas la Slim Jim SummerSlam 25-Man Battle Royal, gagnée par LA Knight.

#### Retour en solo àSmackDownet départ (2024-2025)
Le 22 avril 2024 à Raw, Ludwig Kaiser et lui perdent face au New Day (Kofi Kingston et Xavier Woods). Après le combat, son désormais ex-partenaire se retourne contre lui et il est exclu du clan. La semaine suivante à Raw, lors du Draft, il est annoncé être officiellement transféré à SmackDown.
Le 8 février 2025, il est licencié par la WWE.

### Evolve Wrestling (2018)
Lors de EVOLVE 114, il fait ses débuts à l'Evolve. Plus tard, il bat Shane Strickland et remporte le Evolve Championship.
Lors de EVOLVE 117, il perd son titre au cours d'un triple threat match impliquant Roderick Strong et Austin Theory au profit de ce dernier. Lors de Evolve 119, il bat Darby Allin.

## Palmarès
- Championship Of Wrestling (cOw)
  - 1 fois champion inter-état de la cOw[30]

- Dansk Pro Wrestling
  - King Of The North Tournament (2014)

- Evolve Wrestling
  - 1 fois Champion de l'Evolve

- New European Championship Wrestling (NEW)
  - 1 fois NEW Hardcore Championship
  - 2 fois NEW World Heavyweight Championship
  - 1 fois NEW World Tag Team Championship avec Mexx
  - 1 fois NEW World Tag Team Championship Tournament (2012) avec Mexx

- Power of Wrestling (POW)
  - 1 fois POW Tag Team Championship avec James Mason

- World Wrestling Entertainment
  - 2 fois NXT Tag Team Championship avec Marcel Barthel

## Récompenses des magazines
- Pro Wrestling Illustrated

| Année | 2016 | 2017       | 2018 | 2019 | 2020 |
| ----- | ---- | ---------- | ---- | ---- | ---- |
| Rang  | 283  | Non classé | 338  | 323  | 238  |